# Peristalsi esofagea sintomatica
La peristalsi esofagea sintomatica, anche chiamato esofago a schiaccianoci, è una discinesia dell'esofago a lungo considerata una variante dello spasmo esofageo diffuso, ma considerata attualmente un'entità nosologica a parte per via del suo specifico comportamento manometrico.

## Clinica

### Segni e sintomi
Fra i sintomi e i segni clinici ritroviamo dolore toracico,  che si esprime ad episodi con manifestazione diffusa, mentre la disfagia risulta assente. Può manifestarsi un reflusso gastroesofageo.

### Esami di laboratorio e strumentali

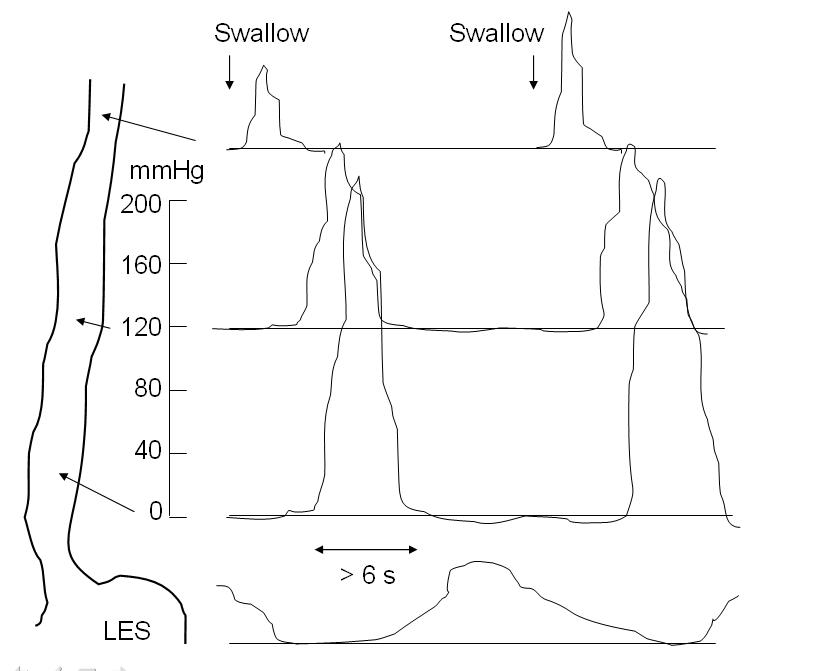
Tracciato della manometria esofagea nel caso di peristalsi esofagea sintomatica

La manometria esofagea, che valuta le variazioni della pressione esofagea, mostra un tracciato caratteristico:
- l'onda peristaltica primaria ha maggiore ampiezza (120 mmHg) e durata (>6 s);
- la sequenza peristaltica è normale;
- l'attività dello sfintere esofageo inferiore è normale;
- non sono presenti contrazioni ripetitive.

## Terapia
Qualora sia presente il reflusso gastroesofageo, il suo trattamento migliorerà anche la sintomatologia di base.